# Lukas Podolski
Lukas Josef Podolski, nato Łukasz Józef Podolski (pron. ˈlukas poˈdolski; Gliwice, 4 giugno 1985), è un calciatore polacco naturalizzato tedesco, attaccante del Górnik Zabrze.
Con la nazionale tedesca, con cui ha vinto il campionato mondiale del 2014, detiene il record di gol più veloce: la marcatura è stata messa a segno dopo appena 7 secondi di gioco nella partita con l'Ecuador del 29 maggio 2013.
È il terzo marcatore più prolifico nella storia della nazionale tedesca con 49 gol, nonché quarto giocatore con maggior numero di presenze. Ha preso parte a quattro edizioni del campionato d'Europa e tre del campionato del mondo, oltre che alla Confederations Cup del 2005.

## Biografia
È figlio di Krystyna Podolski, ex nazionale polacca di pallamano, e Waldemar Podolski, ex calciatore polacco professionista, campione di Polonia nel 1980 con lo Szombierki Bytom, squadra della città di Bytom. Nel 1987, quando Lukas aveva solo 2 anni, la sua famiglia si trasferì dalla Polonia alla Germania Ovest. Lukas è cresciuto a Bergheim, nella Renania Settentrionale-Vestfalia, e più tardi a Pulheim.
È sposato dal 2011 con Monika Puchalski, dalla quale ha avuto il primogenito Louis Gabriel, il 14 aprile 2008. Il giugno 2016 è divenuto papà per la seconda volta, con la nascita della piccola Maya.
Podolski è conosciuto per la sua passione per la Formula 1 e l'amicizia con Michael Schumacher, con il quale ha disputato numerose partite di beneficenza. Ha fondato la "Lukas Podolski Foundation", organizzazione che dà appoggio e sostegno a bambini che vivono in condizioni disagiate.
Nel 2015 ha preso parte al film Macho Man, interpretando il ruolo di un calciatore. Un anno dopo ha prodotto il singolo "Liebe deine stadt", in collaborazione con il gruppo musicale Cat Ballou. È inoltre apparso in patria in diverse pubblicità.
È il proprietario di una gelateria e di una catena di kebab che conta oltre 30 locali tra Germania e Turchia.

## Caratteristiche tecniche
Può ricoprire vari ruoli del reparto offensivo, ma la sua posizione prevalente è quella di ala sinistra. Abile nel tiro dalla distanza, è anche un prolifico rifinitore.

## Carriera

### Club

#### Colonia

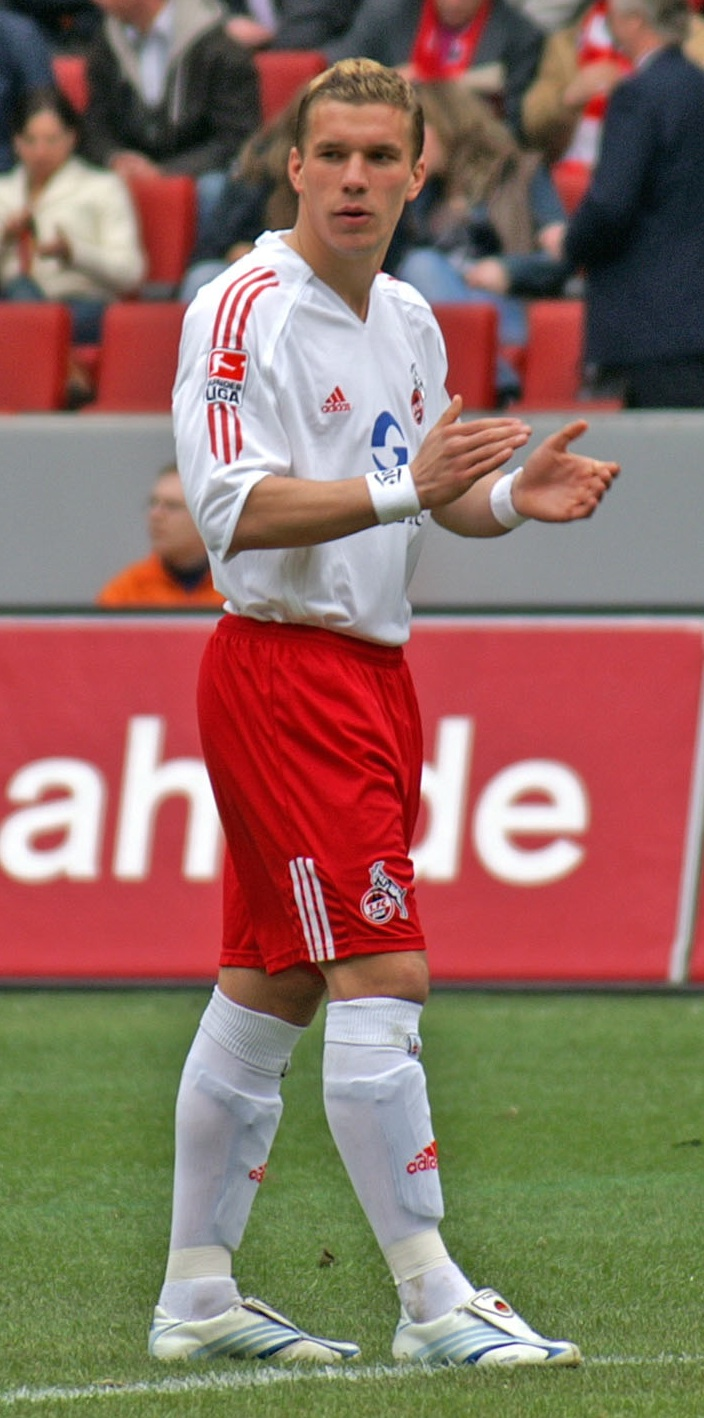
Podolski con la maglia del Colonia nella stagione 2005-2006

Il 14 settembre 2003 segna una tripletta con il Colonia Under-19 contro il Düsseldorf U19 finita 5 a 0. L'11 ottobre segna 2 gol nella partita giocata fuori casa vinta 5 a 1 contro il Bielefeld U19. Conclude il Campionato giovanile Under-19 con 7 gol in 8 partite vincendo la classifica cannoniere.
Cresciuto nel Colonia, ha esordito in prima squadra giovanissimo, nel 2003, segnando ben 10 reti, ma senza poter evitare la retrocessione del Colonia, terminato ultimo in campionato. Il primo gol lo realizza contro l'Hansa Rostock il 13 dicembre 2003 partita pareggiata 1 a 1. Segna 2 gol contro l'Hertha il 16 dicembre finita 3 a 0 e contro il Borussia Mönchengladbach vinta 1 a 0. Realizza la sua prima doppietta da professionista nella gara di ritorno contro l'Hansa Rostock il 15 maggio 2004 finita 4 a 0.
Nella stagione 2004-2005 ha giocato in seconda divisione, vincendo la classifica cannonieri e guidando alla conquista del campionato e quindi alla promozione la sua squadra. Il 30 agosto 2004 contro il Francoforte sigla la sua prima rete nel campionato di seconda divisione garantendo la vittoria al Colonia per 2-0. Il 17 ottobre segna 3 gol nella partita vinta grazie ai suoi gol contro il RW Oberhausen finita 3-2 per il Colonia. Cinque giorni dopo va a segno con una doppietta contro il RW Essen. Il 23 gennaio 2005 realizza ben 4 reti, alla diciottesima giornata di Seconda divisione tedesca contro il E. Cottbus vinta 5-3. Il 22 maggio all'ultima giornata di campionato realizza una tripletta ai danni del MSV Duisburg finita 4-0. Con la vittoria del titolo di cannoniere con 25 gol viene convocato per disputare la Confederations Cup.
Nella stagione 2005-2006 ha disputato 25 partite segnando 12 gol in Bundesliga, ma nonostante ciò il Colonia è stato nuovamente retrocesso. A fronte di ciò viene soprannominato Prinz Poldi. Il primo gol in stagione lo segna alla terza giornata di Campionato il 27 agosto 2005 contro il 1. Fußball-Club Kaiserslautern persa 3-2. Alla quinta giornata il 17 settembre contro il Borussia Monchenglabdach segna il primo dei due gol della sua squadra con un tiro di sinistro su assist di Lell, la partita si conclude 2-1 a favore del Colonia. Il 4 marzo sigla la propria prima doppietta in stagione ai danni dell'Hertha Berlino, partita vinta con il punteggio di 4-2 dal Colonia. All'ultima giornata di Bundesliga, contro l'Arminia Bielefeld il 13 maggio 2006, segna 2 gol; la partita termina 4-2 a favore del Colonia. Podolski conclude la stagione con un bilancio di 33 partite e 12 reti, che gli permettono la convocazione al campionato del mondo 2006 in Germania.

#### Bayern Monaco
Si è trasferito al Bayern Monaco nel giugno 2006 per 7,8 milioni. Con il club bavarese ha conquistato un campionato tedesco, una Coppa di Germania e una Coppa di Lega. Il primo gol lo realizza in UEFA Champions League contro l'Inter finita 2 a 0 per i Bavaresi. Il 14 ottobre 2006 segna un gol in campionato contro l'Hertha Berliner Sport-Club finta 4-2. Anche nella gara di ritorno il 3 marzo 2007 si rende protagonista con 1 gol e 2 assist, la partita finisce 3 a 2 per il Bayern Monaco. Dopo aver superato il Real Madrid agli ottavi di finale, ai quarti il 3 aprile il Bayern affronta il Milan dove a Milano pareggia 2 a 2 e Monaco di Baviera viene sconfitto 2 a 0 venendo eliminato dal torneo.
Nella sua seconda stagione si ritrova a fronteggiare la concorrenza di Luca Toni, Franck Ribéry e Miroslav Klose. L'8 novembre nella gara di Coppa UEFA segna 2 gol contro il Bolton, la partita finisce 2-2. Dopo aver superato i gironi, nei sedicesimi di finale affronta l'Aberdeen formazione scozzese dove nella gara di ritorno (2 a 2 all'andata) il 21 febbraio segna l'ennesima doppietta nel torneo. Negli ottavi il Bayern supera l'Anderlecht e Podolski nella gara d'andata finita 5 a 0 segna un gol. Il 29 marzo 2008 segna un gol nella sfida pareggiata 1 a 1 contro il Norimberga. Perde in semifinale contro lo Zenit di San Pietroburgo, all'andata 1 a 1 e al ritorno un clamoroso 4 a 0 per la squadra Russa. Nella penultima giornata di campionato contro il Duisburg realizza una doppietta.
Alla terza stagione, il 15 agosto 2008 segna il suo primo gol in campionato nella partita finita 2 a 2 contro l'Amburgo. Negli ottavi di UEFA Champions League contro lo Sporting Lisbona contribuisce alla vittoria per 7 a 1 con una doppietta. Il 12 maggio 2009 è protagonista di una bella partita contro il Bayer Leverkusen dove oltre a segnare 1 gol realizza anche 2 assist, la partita si conclude per 3 a 0.

#### Ritorno al Colonia
Il 19 gennaio 2009 il Colonia annuncia di aver trovato un accordo con il giocatore: il trasferimento, sulla base di un contratto quadriennale fino al 2013, viene previsto nel mercato estivo a partire dal 1º luglio 2009 e il suo cartellino è stato pagato 7 milioni. Ritornato al Colonia chiude la Bundesliga al 13º posto con 2 gol realizzati in 27 partite. In Coppa di Germania il Colonia viene eliminato ai quarti di finale dall'Augusta, squadra che milita nella serie B tedesca.
L'anno seguente realizza 13 reti in 32 partite di campionato, con il Colonia al decimo posto. In Coppa di Germania realizza un gol in una partita, terminando la stagione con un totale di 33 partite giocate e 14 reti messe a segno. Il primo gol arriva il 28 agosto 2010 nella sfida persa 4 a 2 contro il Werder Brema. Nella gara di ritorno realizza una doppietta e questa volta la partita finisce 3-0 per il Colonia. La seconda doppietta la realizza il 13 febbraio contro il Mainz vinta per 4 a 2. Segna il gol decisivo nella sfida contro il Friburgo il 26 febbraio 2010 finita 1-0. L'11 marzo, nella sfida vinta 4-0 contro l'Hannover, in cui realizza un gol e fornisce un assist per Novakovič, all'84' viene sostituito per Yabo, e mentre esce dal campo viene applaudito da tutto lo stadio che lo ringrazia per la meravigliosa prestazione.
Il primo gol nella sua terza stagione arriva nella seconda giornata di Bundesliga il 13 agosto 2011 nella partita persa 5-1 contro lo Schalke 04. Contro il Bayer Leverkusen realizza una doppietta, la partita finisce 4-1 per il Colonia (17 settembre). Nella partita contro l'Hannover disputata il 16 ottobre è ancora decisivo per la vittoria per 2-0 con la seconda doppietta in stagione. Il 30 ottobre si ripete con altri due gol nel 3-0 contro FC Augsburg, toccando anche quota 100 gol totali in carriera con i club.
Il 3 e il 10 dicembre segna altre due doppiette contro Stoccarda (2-2) e Friburgo (4-0).

#### Arsenal

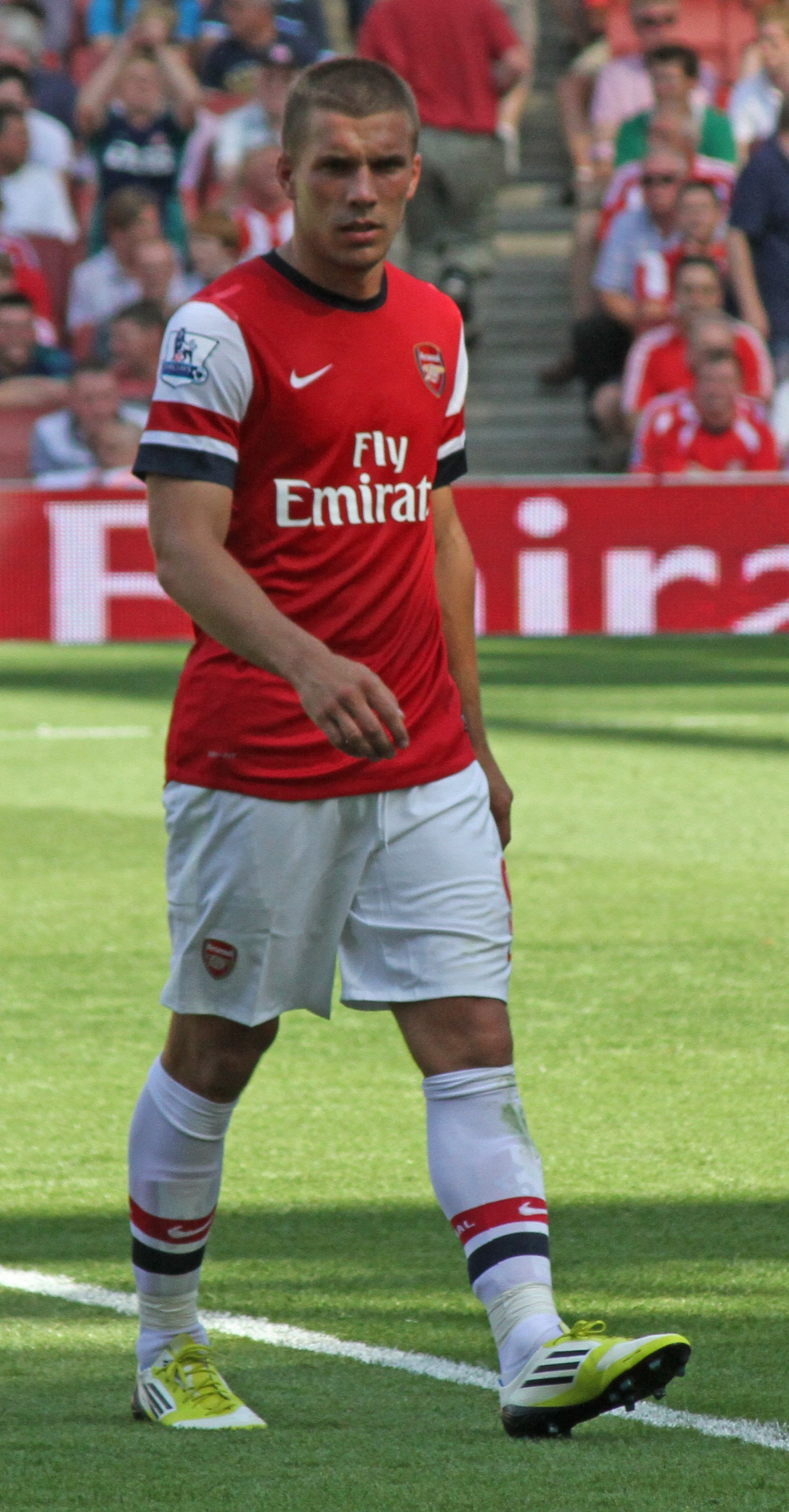
Podolski con la maglia dell'Arsenal nel 2012

Il 30 aprile 2012 il sito ufficiale del Colonia annuncia che dal 1º luglio 2012 il giocatore giocherà nell'Arsenal che lo ha acquistato per 11 milioni. Sceglie inizialmente la maglia numero 22 ma questa viene occupata un attimo prima dal suo compagno Francis Coquelin, così decide di prendere la maglia numero 9 ormai lasciata libera da Park Chu-Young, il quale viene messo ai margini della squadra con un'anonima maglia numero 30. Il 2 settembre 2012 segna il suo primo gol con la maglia dei Gunners nella vittoria per 2 a 0 contro il Liverpool.
Podolski poi segnerà un goal su calcio di punizione contro il Southampton nella 4º giornata di Premier League, partita giocata il 15 settembre vinta 6 a 1. Il 18 settembre segna il primo gol in UEFA Champions League contro il Montpellier, vinta 2 a 1. Il secondo gol nella competizione europea lo realizza alla seconda giornata il 3 ottobre contro l'Olympiacos all'Emirates Stadium, la squadra londinese vince 3 a 1.
Il 23 gennaio 2013, nel recupero della 19ª giornata di campionato contro il West Ham United, diventa il primo giocatore della stagione a segnare un goal e effettuare 3 assist in un'unica partita, terminata poi 5-1.
La prima partita della stagione 2013/2014 la gioca il 17 agosto 2013 in occasione della sconfitta interna per 3-1 contro l'Aston Villa. Nella seconda gara di campionato segna una doppietta sul campo del Fulham nella vittoria per 3-1 contro i Cottagers. Il 27 agosto 2013 serve un assist per il primo dei due gol di Aaron Ramsey con cui i Gunners liquidano la pratica Fenerbahçe negli spareggi della Champions League. Successivamente si infortuna per uno strappo muscolare che lo terrà fuori dai giochi per 3 mesi. Ritorna in campo il 26 dicembre 2013 segnando il terzo goal con il quale l'Arsenal batte il West Ham United per 3 a 1. Il 24 gennaio 2014 segna la sua prima doppietta e i primi gol nella competizione FA Cup durante la partita casalinga valida per i sedicesimi di finale contro il Coventry City terminata sul punteggio di 4-0. Il 16 febbraio 2014 torna a segnare ancora in FA Cup nella vittoria per 2-1 in casa sul Liverpool. Grazie a questa vittoria la sua squadra può accedere ai quarti di finale. Il 17 maggio 2014 vince la FA Cup, grazie alla vittoria sull'Hull City in finale.
La nuova stagione si apre subito con la vittoria dell'Arsenal sul Manchester City per 3-0, aggiudicandosi così la Community Shield, pur non scendendo in campo. Fa il suo esordio in Premier League nella gara contro il Leicester, terminata 1-1, subentrando al posto di Yaya Sanogo. Tuttavia la grande concorrenza in attacco non gli consente di avere molto spazio. Nella partita di Champions League contro l'Anderlecht realizza il gol del decisivo 2-1 nei minuti di recupero. Sempre in Europa si ripete nella partita contro il Galatasaray, con una doppietta.

#### Inter
Nel gennaio 2015 si trasferisce all'Inter in prestito oneroso. Esordisce in Serie A nel giorno dell'Epifania, in occasione del derby d'Italia pareggiato con la Juventus (1-1). Il giocatore, in occasione degli ottavi di finale di Europa League, non verrà convocato dal tecnico Roberto Mancini che deciderà di convocare invece lo svizzero Xherdan Shaqiri. Il semestre in nerazzurro si rivela alquanto deludente per la punta, che realizza un solo gol.
Terminata l'esperienza coi nerazzurri, il giocatore, definirà "un errore" il trasferimento in prestito oneroso senza possibilità di riscatto da parte della società milanese.

#### Galatasaray, Vissel Kobe e Antalyaspor
Terminata la parentesi a Milano, il tedesco passa ai turchi del Galatasaray. All'esordio con la nuova squadra, vince la Supercoppa di Turchia. È poi decisivo, al termine della stagione, per la vittoria in coppa nazionale segnando una rete al Fenerbahçe. Replicato il successo in Supercoppa, il 24 gennaio 2017 diviene il primo calciatore nella storia del club a realizzare 5 gol in una sola gara: la circostanza è la sfida con l'Erzicanspor, battuto per 6-2 in coppa.
Come preannunciato da lui stesso, il giugno 2017 firma per i giapponesi del Vissel Kobe. Debutta il 29 luglio, realizzando una doppietta nella vittoria contro l'Omiya Ardija. L'8 dicembre 2019 segna la prima tripletta nella J1 League con la maglia del Vissel, nella partita vinta per 4-1 contro il Júbilo Iwata. Il 1º dicembre 2019 vince il primo trofeo con il Vissel, la Coppa dell'Imperatore 2019, in virtù del successo in finale per 2-0 contro il Kashima Antlers; è anche il primo trofeo di rilievo vinto dal club. Chiude l'esperienza nipponica con un bilancio di 47 presenze e 12 gol.
Il 23 gennaio 2020 viene ingaggiato dai turchi dell'Antalyaspor a parametro zero. Il 9 febbraio debutta con la nuova maglia in campionato nella partita pareggiata per 2-2 in casa del Kayserispor. Il 23 febbraio, alla terza presenza, segna all'89', due minuti dopo l'ingresso in campo, il gol della vittoria in casa dello Yeni Malatyaspor (1-2). Termina la sua seconda esperienza turca totalizzando 47 presenze andando a segno 7 volte.

#### Ritorno in patria
Il 6 luglio 2021 viene ufficializzato il suo acquisto da parte del Górnik Zabrze, con cui sottoscriverà un contratto annuale con opzione di rinnovo per un altro anno. Debutta ufficialmente con i polacchi il 30 luglio, subentrando dalla panchina in una gara persa per 3-1 contro il Lech Poznań. Il 21 novembre 2021 mette a segno la sua prima rete in una vittoria casalinga contro il Legia Varsavia.
Il 19 maggio 2022 il tedesco decide di rinnovare il proprio contratto di un altro anno. Il 5 novembre mette a segno una rete a partire dalla propria metà campo in una gara contro il Pogon Stettino. Successivamente, nel maggio 2023, decide di rinnovare nuovamente il proprio contratto, questa volta di altri tre anni.

### Nazionale

#### Nazionale minore
Nel 2002 viene convocato per disputare il campionato europeo Under-17. Esordisce il 28 aprile 2002 nella partita pareggiata per 1-1 contro la Georgia U-17. Va a segno nella terza giornata del girone il 2 maggio contro la Polonia al 76', la partita viene vinta dalla Germania per 1-0. Dopo essersi qualificata ai quarti di finale, il 5 maggio la squadra tedesca perde ai rigori contro la Francia dopo l'1-1 ai tempi supplementari.
Nel 2004 partecipa al campionato europeo Under-21, dove esordisce il 28 maggio a Magonza contro la Svizzera, battuta per 2-1 per la Germania. Il 2 giugno la Germania viene eliminata dal Portogallo dopo la sconfitta per 2-1 all'ultima giornata del girone B.

#### Nazionale maggiore

##### 2004-2006: dagli esordi al campionato del mondo in casa
Esordisce in nazionale maggiore appena diciannovenne, nell'amichevole persa dai tedeschi contro l'Ungheria (0-2) il 6 giugno 2004. Subito dopo prende parte al campionato europeo: l'unica sua presenza è contro la Repubblica Ceca, nella gara che sancisce l'eliminazione della Germania dal torneo. Il 21 dicembre successivo segna i primi gol con la nazionale maggiore nella partita amichevole vinta per 5-1 contro la Thailandia. Ad un anno dal debutto con la Mannschaft, partecipa alla Confederations Cup giocata in casa, competizione in cui segna una rete nel 4-3 contro l'Australia. Va in gol anche nella semifinale persa per 3-2 contro il Brasile, nonché nella finale di consolazione contro il Messico: il 4-3 maturato dopo i supplementari vale ai tedeschi il terzo posto.
In occasione dell'amichevole contro il Sudafrica del 7 settembre 2005, realizza la sua prima tripletta in nazionale: la gara finisce per 4-2 in favore della sua squadra. I Mondiali 2006 vedono la Germania bissare il terzo posto della Confederations Cup, con Podolski autore di 3 gol: l'attaccante va a bersaglio contro l'Ecuador nella fase a gironi, mettendo poi a segno la doppietta decisiva con la Svezia negli ottavi di finale. Al termine della manifestazione, viene eletto miglior giovane della stessa.

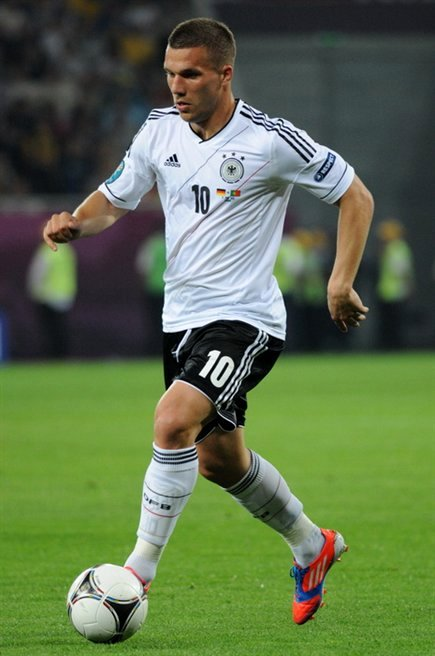
Podolski durante Germania-, gara valida per la fase a gironi del

##### 2008-2012

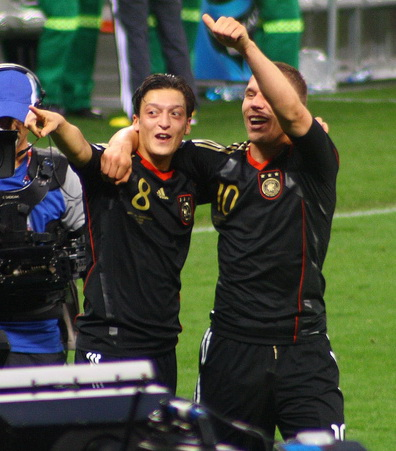
Özil e Podolski esultano dopo un gol al.

Il 6 settembre 2006, mette a referto una quaterna nel 13-0 con cui la Germania batte San Marino. Viene poi convocato per l'Europeo 2008. Risulta decisivo già all'esordio con una doppietta alla Polonia, squadra del suo paese d'origine: proprio le sue radici polacche sono state ricondotte, dai più, alla mancata esultanza. Segna anche nel secondo incontro, che vede i tedeschi perdere di misura (2-1) con la Croazia. Il torneo si conclude per lui con un altro piazzamento sul podio, poiché la Germania è battuta in finale della Spagna (1-0).
Nel suo secondo campionato del mondo, disputato all'età di 25 anni, bagna l'esordio con un gol all'Australia (vittoria per 4-0). Appone la propria firma anche nel 4-1 rifilato all'Inghilterra, nell'ottavo di finale. In Sudafrica si aggiudica un'ulteriore medaglia di bronzo, con la squadra che sale sul gradino più basso del podio anche in quest'edizione del campionato mondiale.
Presente anche al campionato d'Europa del 2012, segna l'unica rete nella sfida vinta 2-1 con la Danimarca: l'incontro, giocato il 17 giugno, coincide con la sua centesima apparizione in Nazionale. La formazione consegue ancora un terzo posto, arrendensosi all'Italia in semifinale e chiudendo il campionato europeo a pari merito con il Portogallo.

##### 2014-2017: dalla vittoria del mondiale al ritiro
Il 29 maggio 2013, in una partita amichevole con l'Ecuador vinta per 4-2, realizza due reti: la prima, segnata dopo 6 secondi di gioco, è la più veloce nella storia della nazionale tedesca. Partecipa, in seguito, al campionato mondiale di calcio 2014 riportando 2 presenze nella fase a gironi: il torneo viene vinto proprio dai tedeschi, che nella finale battono l’Argentina.
Nel 2016, trentunenne, prende parte al campionato d'Europa, in cui gioca soltanto l'ottavo di finale contro la Slovacchia finito 3-0 per i teutonici. Dopo l'europeo annuncia il ritiro dalla nazionale. L'ultima gara disputata con la Mannschaft è l'amichevole del 22 marzo 2017 contro l'Inghilterra, in cui veste per l'unica volta la fascia di capitano e segna il gol della vittoria. In totale con la nazionale tedesca ha segnato 49 gol in 130 presenze.

## Statistiche

### Presenze e reti nei club
Statistiche aggiornate al 5 ottobre 2024.
| Stagione             | Squadra              | Campionato           | Campionato | Campionato | Coppe nazionali | Coppe nazionali | Coppe nazionali | Coppe continentali | Coppe continentali | Coppe continentali | Altre coppe | Altre coppe | Altre coppe | Totale | Totale |
| Stagione             | Squadra              | Comp                 | Pres       | Reti       | Comp            | Pres            | Reti            | Comp               | Pres               | Reti               | Comp        | Pres        | Reti        | Pres   | Reti   |
| -------------------- | -------------------- | -------------------- | ---------- | ---------- | --------------- | --------------- | --------------- | ------------------ | ------------------ | ------------------ | ----------- | ----------- | ----------- | ------ | ------ |
| 2003-2004            | Colonia              | BL                   | 19         | 10         | CG              | 1               | 0               | -                  | -                  | -                  | -           | -           | -           | 20     | 10     |
| 2004-2005            | Colonia              | 2L                   | 30         | 24         | CG              | 2               | 5               | -                  | -                  | -                  | -           | -           | -           | 32     | 29     |
| 2005-2006            | Colonia              | BL                   | 32         | 12         | CG              | 1               | 0               | -                  | -                  | -                  | -           | -           | -           | 33     | 12     |
| 2006-2007            | Bayern Monaco        | BL                   | 22         | 4          | CG+CdL          | 3+2             | 2+0             | UCL                | 7                  | 1                  | -           | -           | -           | 34     | 7      |
| 2007-2008            | Bayern Monaco        | BL                   | 25         | 5          | CG+CdL          | 4+0             | 0               | CU                 | 12                 | 5                  | -           | -           | -           | 41     | 10     |
| 2008-2009            | Bayern Monaco        | BL                   | 24         | 6          | CG              | 3               | 1               | UCL                | 4                  | 2                  | -           | -           | -           | 31     | 9      |
| Totale Bayern Monaco | Totale Bayern Monaco | Totale Bayern Monaco | 71         | 15         |                 | 12              | 3               |                    | 23                 | 8                  |             | -           | -           | 106    | 26     |
| 2009-2010            | Colonia              | BL                   | 27         | 2          | CG              | 4               | 1               | -                  | -                  | -                  | -           | -           | -           | 31     | 3      |
| 2010-2011            | Colonia              | BL                   | 32         | 13         | CG              | 2               | 1               | -                  | -                  | -                  | -           | -           | -           | 34     | 14     |
| 2011-2012            | Colonia              | BL                   | 29         | 18         | CG              | 2               | 0               | -                  | -                  | -                  | -           | -           | -           | 31     | 18     |
| Totale Colonia       | Totale Colonia       | Totale Colonia       | 169        | 79         |                 | 12              | 7               |                    | -                  | -                  |             | -           | -           | 181    | 86     |
| 2012-2013            | Arsenal              | PL                   | 33         | 11         | FACup+CdL       | 2+1             | 1+0             | UCL                | 6                  | 4                  | -           | -           | -           | 42     | 16     |
| 2013-2014            | Arsenal              | PL                   | 20         | 8          | FACup+CdL       | 4+0             | 3               | UCL                | 3                  | 1                  | -           | -           | -           | 27     | 12     |
| 2014-gen. 2015       | Arsenal              | PL                   | 7          | 0          | FACup+CdL       | 0+1             | 0               | UCL                | 5                  | 3                  | CS          | 0           | 0           | 13     | 3      |
| Totale Arsenal       | Totale Arsenal       | Totale Arsenal       | 60         | 19         |                 | 8               | 4               |                    | 14                 | 8                  |             | 0           | 0           | 82     | 31     |
| gen.-giu. 2015       | Inter                | A                    | 17         | 1          | CI              | 1               | 0               | UEL                | -                  | -                  | -           | -           | -           | 18     | 1      |
| 2015-2016            | Galatasaray          | SL                   | 30         | 13         | TK              | 4               | 2               | UCL+UEL            | 6+2                | 2+0                | ST          | 1           | 0           | 43     | 17     |
| 2016-2017            | Galatasaray          | SL                   | 26         | 7          | TK              | 5               | 10              | -                  | -                  | -                  | ST          | 1           | 0           | 32     | 17     |
| Totale Galatasaray   | Totale Galatasaray   | Totale Galatasaray   | 56         | 20         |                 | 9               | 12              |                    | 8                  | 2                  |             | 2           | 0           | 75     | 34     |
| 2017                 | Vissel Kōbe          | J1                   | 15         | 5          | CI+CdL          | 1+2             | 0               | -                  | -                  | -                  | -           | -           | -           | 18     | 5      |
| 2018                 | Vissel Kōbe          | J1                   | 24         | 5          | CI+CdL          | 1+1             | 0+2             | -                  | -                  | -                  | -           | -           | -           | 26     | 7      |
| 2019                 | Vissel Kōbe          | J1                   | 13         | 5          | CI+CdL          | 3+0             | 0               | -                  | -                  | -                  | -           | -           | -           | 16     | 5      |
| Totale Vissel Kobe   | Totale Vissel Kobe   | Totale Vissel Kobe   | 52         | 15         |                 | 8               | 2               |                    | 0                  | 0                  |             | 0           | 0           | 60     | 17     |
| gen.-giu. 2020       | Antalyaspor          | SL                   | 9          | 2          | TK              | 2               | 0               | -                  | -                  | -                  | ST          | -           | -           | 11     | 2      |
| 2020-2021            | Antalyaspor          | SL                   | 31         | 4          | TK              | 5               | 1               | -                  | -                  | -                  | ST          | -           | -           | 36     | 5      |
| Totale Antalyaspor   | Totale Antalyaspor   | Totale Antalyaspor   | 40         | 6          |                 | 7               | 1               |                    | 0                  | 0                  |             | 0           | 0           | 47     | 7      |
| 2021-2022            | Górnik Zabrze        | E                    | 27         | 9          | CP              | 3               | 0               | -                  | -                  | -                  | -           | -           | -           | 30     | 9      |
| 2022-2023            | Górnik Zabrze        | E                    | 29         | 6          | CP              | 2               | 2               | -                  | -                  | -                  | -           | -           | -           | 31     | 8      |
| 2023-2024            | Górnik Zabrze        | E                    | 25         | 3          | CP              | 2               | 0               | -                  | -                  | -                  | -           | -           | -           | 27     | 3      |
| 2024-2025            | Górnik Zabrze        | E                    | 28         | 5          | CP              | 1               | 0               | -                  | -                  | -                  | -           | -           | -           | 29     | 5      |
| Totale Górnik Zabrze | Totale Górnik Zabrze | Totale Górnik Zabrze | 109        | 23         |                 | 8               | 2               |                    | -                  | -                  |             | -           | -           | 117    | 25     |
| Totale carriera      | Totale carriera      | Totale carriera      | 574        | 178        |                 | 65              | 31              |                    | 45                 | 18                 |             | 2           | 0           | 686    | 227    |

### Cronologia presenze e reti in nazionale
| Cronologia completa delle presenze e delle reti in nazionale ― Germania | Cronologia completa delle presenze e delle reti in nazionale ― Germania | Cronologia completa delle presenze e delle reti in nazionale ― Germania | Cronologia completa delle presenze e delle reti in nazionale ― Germania | Cronologia completa delle presenze e delle reti in nazionale ― Germania | Cronologia completa delle presenze e delle reti in nazionale ― Germania | Cronologia completa delle presenze e delle reti in nazionale ― Germania | Cronologia completa delle presenze e delle reti in nazionale ― Germania |
| Data                                                                    | Città                                                                   | In casa                                                                 | Risultato                                                               | Ospiti                                                                  | Competizione                                                            | Reti                                                                    | Note                                                                    |
| ----------------------------------------------------------------------- | ----------------------------------------------------------------------- | ----------------------------------------------------------------------- | ----------------------------------------------------------------------- | ----------------------------------------------------------------------- | ----------------------------------------------------------------------- | ----------------------------------------------------------------------- | ----------------------------------------------------------------------- |
| 6-6-2004                                                                | Kaiserslautern                                                          | Germania                                                                | 0 – 2                                                                   | Ungheria                                                                | Amichevole                                                              | -                                                                       |                                                                         |
| 23-6-2004                                                               | Lisbona                                                                 | Germania                                                                | 1 – 2                                                                   | Rep. Ceca                                                               | Euro 2004 - 1º turno                                                    | -                                                                       |                                                                         |
| 18-8-2004                                                               | Vienna                                                                  | Austria                                                                 | 1 – 3                                                                   | Germania                                                                | Amichevole                                                              | -                                                                       |                                                                         |
| 8-9-2004                                                                | Berlino                                                                 | Germania                                                                | 1 – 1                                                                   | Brasile                                                                 | Amichevole                                                              | -                                                                       |                                                                         |
| 9-10-2004                                                               | Teheran                                                                 | Iran                                                                    | 0 – 2                                                                   | Germania                                                                | Amichevole                                                              | -                                                                       |                                                                         |
| 16-12-2004                                                              | Yokohama                                                                | Giappone                                                                | 0 – 3                                                                   | Germania                                                                | Amichevole                                                              | -                                                                       |                                                                         |
| 19-12-2004                                                              | Pusan                                                                   | Corea del Sud                                                           | 3 – 1                                                                   | Germania                                                                | Amichevole                                                              | -                                                                       |                                                                         |
| 21-12-2004                                                              | Bangkok                                                                 | Thailandia                                                              | 1 – 5                                                                   | Germania                                                                | Amichevole                                                              | 2                                                                       |                                                                         |
| 26-3-2005                                                               | Celje                                                                   | Slovenia                                                                | 0 – 1                                                                   | Germania                                                                | Amichevole                                                              | 1                                                                       |                                                                         |
| 4-6-2005                                                                | Belfast                                                                 | Irlanda del Nord                                                        | 1 – 4                                                                   | Germania                                                                | Amichevole                                                              | 1                                                                       |                                                                         |
| 8-6-2005                                                                | Mönchengladbach                                                         | Germania                                                                | 2 – 2                                                                   | Russia                                                                  | Amichevole                                                              | -                                                                       |                                                                         |
| 15-6-2005                                                               | Francoforte sul Meno                                                    | Germania                                                                | 4 – 3                                                                   | Australia                                                               | Conf. Cup 2005 - 1º turno                                               | 1                                                                       |                                                                         |
| 18-6-2005                                                               | Colonia                                                                 | Tunisia                                                                 | 0 – 3                                                                   | Germania                                                                | Conf. Cup 2005 - 1º turno                                               | -                                                                       |                                                                         |
| 25-6-2005                                                               | Norimberga                                                              | Germania                                                                | 2 – 3                                                                   | Brasile                                                                 | Conf. Cup 2005 - Semifinale                                             | 1                                                                       |                                                                         |
| 29-6-2005                                                               | Lipsia                                                                  | Germania                                                                | 4 – 3 dts                                                               | Messico                                                                 | Conf. Cup 2005 - Finale 3º posto                                        | 1                                                                       |                                                                         |
| 3-9-2005                                                                | Bratislava                                                              | Slovacchia                                                              | 2 – 0                                                                   | Germania                                                                | Amichevole                                                              | -                                                                       |                                                                         |
| 7-9-2005                                                                | Brema                                                                   | Germania                                                                | 4 – 2                                                                   | Sudafrica                                                               | Amichevole                                                              | 3                                                                       |                                                                         |
| 8-10-2005                                                               | Istanbul                                                                | Turchia                                                                 | 2 – 1                                                                   | Germania                                                                | Amichevole                                                              | -                                                                       |                                                                         |
| 12-10-2005                                                              | Amburgo                                                                 | Germania                                                                | 1 – 0                                                                   | Cina                                                                    | Amichevole                                                              | -                                                                       |                                                                         |
| 12-11-2005                                                              | Parigi                                                                  | Francia                                                                 | 0 – 0                                                                   | Germania                                                                | Amichevole                                                              | -                                                                       |                                                                         |
| 1-3-2006                                                                | Firenze                                                                 | Italia                                                                  | 4 – 1                                                                   | Germania                                                                | Amichevole                                                              | -                                                                       |                                                                         |
| 22-3-2006                                                               | Dortmund                                                                | Germania                                                                | 4 – 1                                                                   | Stati Uniti                                                             | Amichevole                                                              | -                                                                       |                                                                         |
| 27-5-2006                                                               | Friburgo in Brisgovia                                                   | Germania                                                                | 7 – 0                                                                   | Lussemburgo                                                             | Amichevole                                                              | 2                                                                       |                                                                         |
| 30-5-2006                                                               | Leverkusen                                                              | Germania                                                                | 2 – 2                                                                   | Giappone                                                                | Amichevole                                                              | -                                                                       |                                                                         |
| 2-6-2006                                                                | Mönchengladbach                                                         | Germania                                                                | 3 – 0                                                                   | Colombia                                                                | Amichevole                                                              | -                                                                       |                                                                         |
| 9-6-2006                                                                | Monaco di Baviera                                                       | Germania                                                                | 4 – 2                                                                   | Costa Rica                                                              | Mondiali 2006 - 1º turno                                                | -                                                                       |                                                                         |
| 14-6-2006                                                               | Dortmund                                                                | Germania                                                                | 1 – 0                                                                   | Polonia                                                                 | Mondiali 2006 - 1º turno                                                | -                                                                       |                                                                         |
| 20-6-2006                                                               | Berlino                                                                 | Ecuador                                                                 | 0 – 3                                                                   | Germania                                                                | Mondiali 2006 - 1º turno                                                | 1                                                                       |                                                                         |
| 24-6-2006                                                               | Gelsenkirchen                                                           | Germania                                                                | 2 – 0                                                                   | Svezia                                                                  | Mondiali 2006 - Ottavi di finale                                        | 2                                                                       |                                                                         |
| 30-6-2006                                                               | Berlino                                                                 | Germania                                                                | 1 – 1 dts (4 – 2 dtr)                                                   | Argentina                                                               | Mondiali 2006 - Quarti di finale                                        | -                                                                       |                                                                         |
| 4-7-2006                                                                | Dortmund                                                                | Germania                                                                | 0 – 2 dts                                                               | Italia                                                                  | Mondiali 2006 - Semifinale                                              | -                                                                       |                                                                         |
| 8-7-2006                                                                | Stoccarda                                                               | Germania                                                                | 3 – 1                                                                   | Portogallo                                                              | Mondiali 2006 - Finale 3º posto                                         | -                                                                       |                                                                         |
| 16-8-2006                                                               | Monaco di Baviera                                                       | Germania                                                                | 3 – 0                                                                   | Svezia                                                                  | Amichevole                                                              | -                                                                       |                                                                         |
| 2-9-2006                                                                | Stoccarda                                                               | Germania                                                                | 1 – 0                                                                   | Irlanda                                                                 | Qual. Euro 2008                                                         | 1                                                                       |                                                                         |
| 6-9-2006                                                                | Serravalle                                                              | San Marino                                                              | 0 – 13                                                                  | Germania                                                                | Qual. Euro 2008                                                         | 4                                                                       |                                                                         |
| 7-102006                                                                | Rostock                                                                 | Germania                                                                | 2 – 0                                                                   | Georgia                                                                 | Amichevole                                                              | -                                                                       |                                                                         |
| 11-10-2006                                                              | Bratislava                                                              | Slovacchia                                                              | 1 – 4                                                                   | Germania                                                                | Qual. Euro 2008                                                         | 2                                                                       |                                                                         |
| 24-3-2007                                                               | Praga                                                                   | Rep. Ceca                                                               | 1 – 2                                                                   | Germania                                                                | Qual. Euro 2008                                                         | -                                                                       |                                                                         |
| 8-9-2007                                                                | Cardiff                                                                 | Galles                                                                  | 0 – 2                                                                   | Germania                                                                | Qual. Euro 2008                                                         | -                                                                       |                                                                         |
| 12-9-2007                                                               | Colonia                                                                 | Germania                                                                | 3 – 1                                                                   | Romania                                                                 | Amichevole                                                              | 1                                                                       |                                                                         |
| 13-10-2007                                                              | Dublino                                                                 | Irlanda                                                                 | 0 – 0                                                                   | Germania                                                                | Qual. Euro 2008                                                         | -                                                                       |                                                                         |
| 17-10-2007                                                              | Monaco di Baviera                                                       | Germania                                                                | 0 – 3                                                                   | Rep. Ceca                                                               | Qual. Euro 2008                                                         | -                                                                       |                                                                         |
| 17-11-2007                                                              | Hannover                                                                | Germania                                                                | 4 – 0                                                                   | Cipro                                                                   | Qual. Euro 2008                                                         | 1                                                                       |                                                                         |
| 21-11-2007                                                              | Francoforte sul Meno                                                    | Germania                                                                | 0 – 0                                                                   | Galles                                                                  | Qual. Euro 2008                                                         | -                                                                       |                                                                         |
| 6-2-2008                                                                | Vienna                                                                  | Austria                                                                 | 0 – 3                                                                   | Germania                                                                | Amichevole                                                              | -                                                                       |                                                                         |
| 26-3-2008                                                               | Basilea                                                                 | Svizzera                                                                | 0 – 4                                                                   | Germania                                                                | Amichevole                                                              | 1                                                                       |                                                                         |
| 27-5-2008                                                               | Kaiserslautern                                                          | Germania                                                                | 2 – 2                                                                   | Bielorussia                                                             | Amichevole                                                              | -                                                                       |                                                                         |
| 31-5-2008                                                               | Gelsenkirchen                                                           | Germania                                                                | 2 – 1                                                                   | Serbia                                                                  | Amichevole                                                              | -                                                                       |                                                                         |
| 8-6-2008                                                                | Klagenfurt am Wörthersee                                                | Germania                                                                | 2 – 0                                                                   | Polonia                                                                 | Euro 2008 - 1º turno                                                    | 2                                                                       |                                                                         |
| 12-6-2008                                                               | Klagenfurt am Wörthersee                                                | Croazia                                                                 | 2 – 1                                                                   | Germania                                                                | Euro 2008 - 1º turno                                                    | 1                                                                       |                                                                         |
| 16-6-2008                                                               | Vienna                                                                  | Austria                                                                 | 0 – 1                                                                   | Germania                                                                | Euro 2008 - 1º turno                                                    | -                                                                       |                                                                         |
| 19-6-2008                                                               | Basilea                                                                 | Portogallo                                                              | 2 – 3                                                                   | Germania                                                                | Euro 2008 - Quarti di finale                                            | -                                                                       |                                                                         |
| 25-6-2008                                                               | Basilea                                                                 | Germania                                                                | 3 – 2                                                                   | Turchia                                                                 | Euro 2008 - Semifinale                                                  | -                                                                       |                                                                         |
| 29-6-2008                                                               | Vienna                                                                  | Germania                                                                | 0 – 1                                                                   | Spagna                                                                  | Euro 2008 - Finale                                                      | -                                                                       | [ 91 ]                                                                  |
| 20-8-2008                                                               | Norimberga                                                              | Germania                                                                | 2 – 0                                                                   | Belgio                                                                  | Amichevole                                                              | -                                                                       |                                                                         |
| 6-9-2008                                                                | Vaduz                                                                   | Liechtenstein                                                           | 0 – 6                                                                   | Germania                                                                | Qual. Mondiali 2010                                                     | 2                                                                       |                                                                         |
| 10-9-2008                                                               | Helsinki                                                                | Finlandia                                                               | 3 – 3                                                                   | Germania                                                                | Qual. Mondiali 2010                                                     | -                                                                       |                                                                         |
| 11-10-2008                                                              | Dortmund                                                                | Germania                                                                | 2 – 1                                                                   | Russia                                                                  | Qual. Mondiali 2010                                                     | 1                                                                       |                                                                         |
| 15-10-2008                                                              | Mönchengladbach                                                         | Germania                                                                | 1 – 0                                                                   | Galles                                                                  | Qual. Mondiali 2010                                                     | -                                                                       |                                                                         |
| 19-11-2008                                                              | Berlino                                                                 | Germania                                                                | 1 – 2                                                                   | Inghilterra                                                             | Amichevole                                                              | -                                                                       |                                                                         |
| 28-3-2009                                                               | Lipsia                                                                  | Germania                                                                | 4 – 0                                                                   | Liechtenstein                                                           | Qual. Mondiali 2010                                                     | 1                                                                       |                                                                         |
| 2-4-2009                                                                | Cardiff                                                                 | Galles                                                                  | 0 – 2                                                                   | Germania                                                                | Qual. Mondiali 2010                                                     | -                                                                       |                                                                         |
| 29-5-2009                                                               | Shanghai                                                                | Cina                                                                    | 1 – 1                                                                   | Germania                                                                | Amichevole                                                              | 1                                                                       |                                                                         |
| 2-6-2009                                                                | Dubai                                                                   | Emirati Arabi Uniti                                                     | 2 – 7                                                                   | Germania                                                                | Amichevole                                                              | -                                                                       |                                                                         |
| 5-9-2009                                                                | Leverkusen                                                              | Germania                                                                | 2 – 0                                                                   | Sudafrica                                                               | Amichevole                                                              | -                                                                       |                                                                         |
| 9-9-2009                                                                | Hannover                                                                | Germania                                                                | 4 – 0                                                                   | Azerbaigian                                                             | Qual. Mondiali 2010                                                     | 1                                                                       |                                                                         |
| 10-10-2009                                                              | Mosca                                                                   | Russia                                                                  | 0 – 1                                                                   | Germania                                                                | Qual. Mondiali 2010                                                     | -                                                                       |                                                                         |
| 14-10-2009                                                              | Amburgo                                                                 | Germania                                                                | 1 – 1                                                                   | Finlandia                                                               | Qual. Mondiali 2010                                                     | 1                                                                       |                                                                         |
| 18-11-2009                                                              | Gelsenkirchen                                                           | Germania                                                                | 2 – 2                                                                   | Costa d'Avorio                                                          | Amichevole                                                              | 2                                                                       |                                                                         |
| 3-3-2010                                                                | Monaco di Baviera                                                       | Germania                                                                | 0 – 1                                                                   | Argentina                                                               | Amichevole                                                              | -                                                                       |                                                                         |
| 13-5-2010                                                               | Aquisgrana                                                              | Germania                                                                | 3 – 0                                                                   | Malta                                                                   | Amichevole                                                              | -                                                                       |                                                                         |
| 29-5-2010                                                               | Budapest                                                                | Ungheria                                                                | 0 – 3                                                                   | Germania                                                                | Amichevole                                                              | 1                                                                       |                                                                         |
| 3-6-2010                                                                | Francoforte sul Meno                                                    | Germania                                                                | 3 – 1                                                                   | Bosnia ed Erzegovina                                                    | Amichevole                                                              | -                                                                       |                                                                         |
| 13-6-2010                                                               | Durban                                                                  | Germania                                                                | 4 – 0                                                                   | Australia                                                               | Mondiali 2010 - 1º turno                                                | 1                                                                       |                                                                         |
| 18-6-2010                                                               | Port Elizabeth                                                          | Germania                                                                | 0 – 1                                                                   | Serbia                                                                  | Mondiali 2010 - 1º turno                                                | -                                                                       |                                                                         |
| 23-6-2010                                                               | Johannesburg                                                            | Ghana                                                                   | 0 – 1                                                                   | Germania                                                                | Mondiali 2010 - 1º turno                                                | -                                                                       |                                                                         |
| 27-6-2010                                                               | Bloemfontein                                                            | Germania                                                                | 4 – 1                                                                   | Inghilterra                                                             | Mondiali 2010 - Ottavi di finale                                        | 1                                                                       |                                                                         |
| 3-7-2010                                                                | Città del Capo                                                          | Argentina                                                               | 0 – 4                                                                   | Germania                                                                | Mondiali 2010 - Quarti di finale                                        | -                                                                       |                                                                         |
| 7-7-2010                                                                | Durban                                                                  | Germania                                                                | 0 – 1                                                                   | Spagna                                                                  | Mondiali 2010 - Semifinale                                              | -                                                                       |                                                                         |
| 3-9-2010                                                                | Bruxelles                                                               | Belgio                                                                  | 0 – 1                                                                   | Germania                                                                | Qual. Euro 2012                                                         | -                                                                       |                                                                         |
| 7-9-2010                                                                | Colonia                                                                 | Germania                                                                | 7 – 1                                                                   | Azerbaigian                                                             | Qual. Euro 2012                                                         | 1                                                                       |                                                                         |
| 8-10-2010                                                               | Berlino                                                                 | Germania                                                                | 3 – 0                                                                   | Turchia                                                                 | Qual. Euro 2012                                                         | -                                                                       |                                                                         |
| 12-10-2010                                                              | Astana                                                                  | Kazakistan                                                              | 0 – 3                                                                   | Germania                                                                | Qual. Euro 2012                                                         | 1                                                                       |                                                                         |
| 9-2-2011                                                                | Dortmund                                                                | Germania                                                                | 1 – 1                                                                   | Italia                                                                  | Amichevole                                                              | -                                                                       |                                                                         |
| 26-3-2011                                                               | Kaiserslautern                                                          | Germania                                                                | 4 – 0                                                                   | Kazakistan                                                              | Qual. Euro 2012                                                         | -                                                                       |                                                                         |
| 29-3-2011                                                               | Mönchengladbach                                                         | Germania                                                                | 1 – 2                                                                   | Australia                                                               | Amichevole                                                              | -                                                                       |                                                                         |
| 29-5-2011                                                               | Hoffenheim                                                              | Germania                                                                | 2 – 1                                                                   | Uruguay                                                                 | Amichevole                                                              | -                                                                       |                                                                         |
| 3-6-2011                                                                | Vienna                                                                  | Austria                                                                 | 1 – 2                                                                   | Germania                                                                | Qual. Euro 2012                                                         | -                                                                       |                                                                         |
| 7-6-2011                                                                | Baku                                                                    | Azerbaigian                                                             | 1 – 3                                                                   | Germania                                                                | Qual. Euro 2012                                                         | -                                                                       |                                                                         |
| 10-8-2011                                                               | Stoccarda                                                               | Germania                                                                | 3 – 2                                                                   | Brasile                                                                 | Amichevole                                                              | -                                                                       |                                                                         |
| 2-9-2011                                                                | Gelsenkirchen                                                           | Germania                                                                | 6 – 2                                                                   | Austria                                                                 | Qual. Euro 2012                                                         | 1                                                                       |                                                                         |
| 6-9-2011                                                                | Danzica                                                                 | Polonia                                                                 | 2 – 2                                                                   | Germania                                                                | Amichevole                                                              | -                                                                       |                                                                         |
| 7-10-2011                                                               | Istanbul                                                                | Turchia                                                                 | 1 – 3                                                                   | Germania                                                                | Qual. Euro 2012                                                         | -                                                                       |                                                                         |
| 11-11-2011                                                              | Kiev                                                                    | Ucraina                                                                 | 3 – 3                                                                   | Germania                                                                | Amichevole                                                              | -                                                                       |                                                                         |
| 15-11-2011                                                              | Amburgo                                                                 | Germania                                                                | 3 – 0                                                                   | Paesi Bassi                                                             | Amichevole                                                              | -                                                                       |                                                                         |
| 26-5-2012                                                               | Basilea                                                                 | Svizzera                                                                | 5 – 3                                                                   | Germania                                                                | Amichevole                                                              | -                                                                       |                                                                         |
| 31-5-2012                                                               | Lipsia                                                                  | Germania                                                                | 2 – 0                                                                   | Israele                                                                 | Amichevole                                                              | -                                                                       |                                                                         |
| 9-6-2012                                                                | Leopoli                                                                 | Germania                                                                | 1 – 0                                                                   | Portogallo                                                              | Euro 2012 - 1º turno                                                    | -                                                                       |                                                                         |
| 13-6-2012                                                               | Charkiv                                                                 | Paesi Bassi                                                             | 1 – 2                                                                   | Germania                                                                | Euro 2012 - 1º turno                                                    | -                                                                       |                                                                         |
| 17-6-2012                                                               | Leopoli                                                                 | Danimarca                                                               | 1 – 2                                                                   | Germania                                                                | Euro 2012 - 1º turno                                                    | 1                                                                       |                                                                         |
| 28-6-2012                                                               | Varsavia                                                                | Germania                                                                | 1 – 2                                                                   | Italia                                                                  | Euro 2012 - Semifinale                                                  | -                                                                       |                                                                         |
| 7-9-2012                                                                | Hannover                                                                | Germania                                                                | 3 – 0                                                                   | Fær Øer                                                                 | Qual. Mondiali 2014                                                     | -                                                                       |                                                                         |
| 11-9-2012                                                               | Vienna                                                                  | Austria                                                                 | 1 – 2                                                                   | Germania                                                                | Qual. Mondiali 2014                                                     | -                                                                       |                                                                         |
| 12-10-2012                                                              | Dublino                                                                 | Irlanda                                                                 | 1 – 6                                                                   | Germania                                                                | Qual. Mondiali 2014                                                     | -                                                                       |                                                                         |
| 16-10-2012                                                              | Berlino                                                                 | Germania                                                                | 4 – 4                                                                   | Svezia                                                                  | Qual. Mondiali 2014                                                     | -                                                                       |                                                                         |
| 14-11-2012                                                              | Amsterdam                                                               | Paesi Bassi                                                             | 0 – 0                                                                   | Germania                                                                | Amichevole                                                              | -                                                                       |                                                                         |
| 6-2-2013                                                                | Parigi                                                                  | Francia                                                                 | 1 – 2                                                                   | Germania                                                                | Amichevole                                                              | -                                                                       |                                                                         |
| 22-3-2013                                                               | Astana                                                                  | Kazakistan                                                              | 0 – 3                                                                   | Germania                                                                | Qual. Mondiali 2014                                                     | -                                                                       |                                                                         |
| 29-5-2013                                                               | Boca Raton                                                              | Ecuador                                                                 | 2 – 4                                                                   | Germania                                                                | Amichevole                                                              | 2                                                                       |                                                                         |
| 2-6-2013                                                                | Washington                                                              | Stati Uniti                                                             | 4 – 3                                                                   | Germania                                                                | Amichevole                                                              | -                                                                       |                                                                         |
| 14-8-2013                                                               | Kaiserslautern                                                          | Germania                                                                | 3 – 3                                                                   | Paraguay                                                                | Amichevole                                                              | -                                                                       |                                                                         |
| 5-3-2014                                                                | Stoccarda                                                               | Germania                                                                | 1 – 0                                                                   | Cile                                                                    | Amichevole                                                              | -                                                                       |                                                                         |
| 1-6-2014                                                                | Mönchengladbach                                                         | Germania                                                                | 2 – 2                                                                   | Camerun                                                                 | Amichevole                                                              | -                                                                       |                                                                         |
| 6-6-2014                                                                | Magonza                                                                 | Germania                                                                | 6 – 1                                                                   | Armenia                                                                 | Amichevole                                                              | 1                                                                       |                                                                         |
| 16-6-2014                                                               | Salvador                                                                | Germania                                                                | 4 – 0                                                                   | Portogallo                                                              | Mondiali 2014 - 1º turno                                                | -                                                                       |                                                                         |
| 26-6-2014                                                               | Recife                                                                  | Stati Uniti                                                             | 0 – 1                                                                   | Germania                                                                | Mondiali 2014 - 1º turno                                                | -                                                                       |                                                                         |
| 3-9-2014                                                                | Düsseldorf                                                              | Germania                                                                | 2 – 4                                                                   | Argentina                                                               | Amichevole                                                              | -                                                                       |                                                                         |
| 7-9-2014                                                                | Dortmund                                                                | Germania                                                                | 2 – 1                                                                   | Scozia                                                                  | Qual. Euro 2016                                                         | -                                                                       |                                                                         |
| 11-10-2014                                                              | Varsavia                                                                | Polonia                                                                 | 2 – 0                                                                   | Germania                                                                | Qual. Euro 2016                                                         | -                                                                       |                                                                         |
| 14-10-2014                                                              | Gelsenkirchen                                                           | Germania                                                                | 1 – 1                                                                   | Irlanda                                                                 | Qual. Euro 2016                                                         | -                                                                       |                                                                         |
| 14-11-2014                                                              | Norimberga                                                              | Germania                                                                | 4 – 0                                                                   | Gibilterra                                                              | Qual. Euro 2016                                                         | -                                                                       |                                                                         |
| 25-3-2015                                                               | Kaiserslautern                                                          | Germania                                                                | 2 – 2                                                                   | Australia                                                               | Amichevole                                                              | 1                                                                       |                                                                         |
| 29-3-2015                                                               | Tbilisi                                                                 | Georgia                                                                 | 0 – 2                                                                   | Germania                                                                | Qual. Euro 2016                                                         | -                                                                       |                                                                         |
| 10-6-2015                                                               | Colonia                                                                 | Germania                                                                | 1 – 2                                                                   | Stati Uniti                                                             | Amichevole                                                              | -                                                                       |                                                                         |
| 13-6-2015                                                               | Faro                                                                    | Gibilterra                                                              | 0 – 7                                                                   | Germania                                                                | Qual. Euro 2016                                                         | -                                                                       |                                                                         |
| 4-9-2015                                                                | Francoforte sul Meno                                                    | Germania                                                                | 3 – 1                                                                   | Polonia                                                                 | Qual. Euro 2016                                                         | -                                                                       |                                                                         |
| 26-3-2016                                                               | Berlino                                                                 | Germania                                                                | 2 – 3                                                                   | Inghilterra                                                             | Amichevole                                                              | -                                                                       |                                                                         |
| 4-6-2016                                                                | Gelsenkirchen                                                           | Germania                                                                | 2 – 0                                                                   | Ungheria                                                                | Amichevole                                                              | -                                                                       |                                                                         |
| 27-6-2016                                                               | Lilla                                                                   | Germania                                                                | 3 – 0                                                                   | Slovacchia                                                              | Euro 2016 - Ottavi di finale                                            | -                                                                       |                                                                         |
| 22-3-2017                                                               | Dortmund                                                                | Germania                                                                | 1 – 0                                                                   | Inghilterra                                                             | Amichevole                                                              | 1                                                                       | cap.                                                                    |
| Totale                                                                  |                                                                         | Presenze (4º posto)                                                     | 130                                                                     |                                                                         | Reti (3º posto)                                                         | 49                                                                      |                                                                         |

### Record

#### Con i club
- Uno dei pochi giocatori ad aver segnato una manita con la maglia del Galatasaray.[37]

#### Con la nazionale tedesca
- Autore del gol più veloce nella storia della Nazionale: 6" (segnato in Germania-Ecuador 4-2 del 29 maggio 2013).[2][3]

## Palmarès

### Club
- Campionato tedesco di seconda divisione: 1

Colonia: 2004-2005
- Campionato tedesco: 1

Bayern Monaco: 2007-2008
- Coppa di Germania: 1

Bayern Monaco: 2007-2008
- Coppa di Lega tedesca: 1

Bayern Monaco: 2007
- Coppa d'Inghilterra: 1

Arsenal: 2013-2014
- Community Shield: 1

Arsenal: 2014
- Supercoppa di Turchia: 2

Galatasaray: 2015, 2016
- Türkiye Kupası: 1

Galatasaray: 2015-2016
- Coppa dell'Imperatore: 1

Vissel Kobe: 2019

### Nazionale
- Campionato mondiale: 1

Brasile 2014

### Individuale
- Capocannoniere della 2. Fußball-Bundesliga: 1 (24 gol)

2004-2005
- Miglior giovane del campionato mondiale: 1

2006
- Inserito nella squadra ideale del campionato europeo: 1

Austria-Svizzera 2008
- Scarpa d'argento del campionato europeo: 1

Austria-Svizzera 2008 (3 gol)